# Slag om Jeruzalem

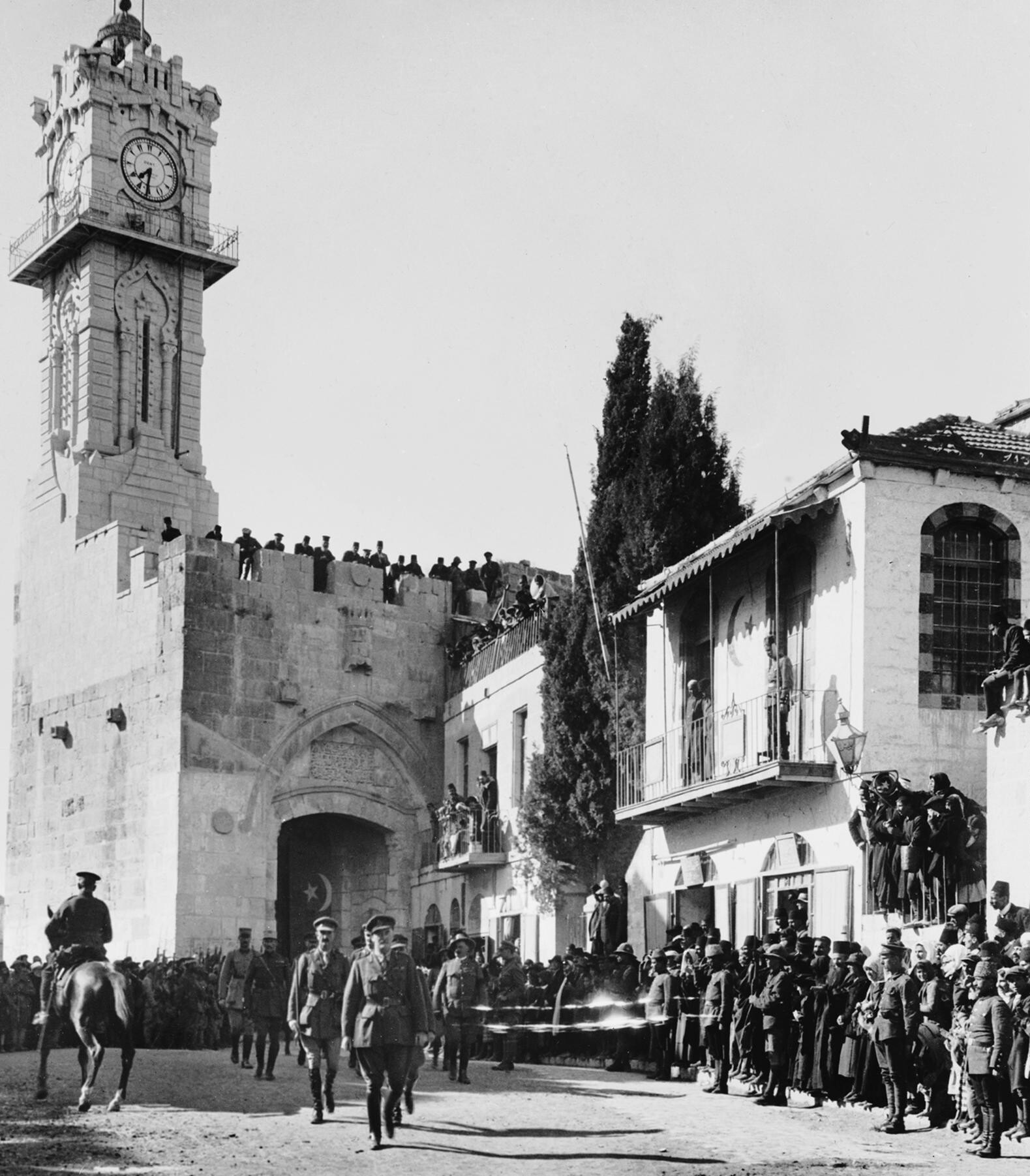
Generaal Allenby loopt Jeruzalem binnen (11 december 1917)

De Slag om Jeruzalem was een slag uit de Eerste Wereldoorlog. De strijdende partijen waren de Britten, Australiërs en Nieuw-Zeelanders tegen de Turken. De slag resulteerde in een geallieerde zege. Op 11 december 1917 ging een Britse commandant te voet de stad binnen uit respect voor de heilige stad, hij was de eerste christen in eeuwen die de stad controleerde.

## Wat voorafging
De Egyptische expeditietroepen hadden de beslissende Slag om Gaza in november onder leiding van de pas benoemde opperbevelhebber van Palestina, Edmund Allenby gewonnen. Allenby rukte verder op en versloeg de Turken opnieuw bij Slag bij Mughar Ridge in het midden van november. Nu trokken de Britten op naar Jeruzalem. Allenby had zijn linkerflank gestationeerd bij Jaffa, en de rechterflank trok door de heuvels van Judea. Erich von Falkenhayn, bevelhebber van de Turkse troepen in Palestina, had net versterkingen ontvangen en was van plan om snel tegenaanvallen uit te voeren tegen Allenby's troepen. Beide partijen was opgedragen om gevechten bij de heilige stad Jeruzalem te vermijden.

## De val van Jeruzalem
Falkenhayn begon onmiddellijk met een reeks aanvallen tegen de troepen van Allenby (de Turken hadden diverse verstevigde posities in een ring rond om Jeruzalem, inclusief de heuveltop van Deir Yassin). Allenby hergroepeerde zijn troepen en zond het Britse XX korps, onder leiding van Philip Chetwode om de stad te veroveren. De aanval van Chetwode vond plaats op 8 december en bestond uit twee aanvallen; de eerste ten westen van Jeruzalem en een tweede ten zuiden van Bethlehem. De Turkse tegenaanvallen hadden gefaald en Jeruzalem viel de volgende dag in Britse handen.

## Allenby’s intocht
Allenby was een goede ruiter en het zou logisch zijn geweest als hij triomfantelijk de stad was binnengereden. Nochtans op 11 december 1917 ging de Britse commandant te voet de stad binnen uit respect voor de heilige stad. Allenby riep de noodtoestand in de stad uit en plaatste Islamitische militairen uit Brits-Indië bij verscheidene punten binnen de stad en in Bethlehem om plaatsen te beschermen die heilig waren voor christenen, moslims en joden. In Rome en Londen luidden de kerkklokken, en in het Verenigd Koninkrijk werd de verovering van de stad gezien als vervulling van middeleeuwse kruistochten. Punch Magazine publiceerde een strip van Richard I van Engeland, met de tekst "At last my dream comes true" (Eindelijk komt mijn droom uit).

## Turkse tegenaanval
Door de val van de stad en de mislukking van de aanvankelijke aanvallen van Falkenhayn daalde het Turkse moraal ernstig. Er werd nog sporadisch gevochten in de heuvels rondom Jeruzalem. De Turkse troepen werden versterkt door Yilderim. Op kerstdag lanceerde Falkenhayn een volgende tegenaanval. De Britten sloegen de aanval af en brachten de Turken zware verliezen toe.

## Resultaat
De Slag om Jeruzalem was een zeer welkome overwinning voor de geallieerde troepen. De geallieerde troepen konden deze opsteker goed gebruiken na het Italiaanse verlies in de Slag bij Caporetto en de Russische terugtrekking uit de oorlog door de Oktoberrevolutie. Campagnes in Mesopotamië werden geannuleerd en er werden versterkingen naar Allenby gestuurd. De Turken verloren de controle over centraal Palestina en werden later volledig uit de regio verdreven na de Slag bij Megiddo.